# Poder adquisitiu
El poder adquisitiu està determinat per una quantitat de béns i serveis que poden ser comprats amb una suma específica de diners, atesos els preus d'aquests béns i serveis. Així doncs, com més gran sigui la quantitat de béns i serveis que poden ser adquirits amb determinada suma de diners, més gran serà el poder adquisitiu de la moneda. Per això la mesura del poder adquisitiu està directament relacionada amb l'Índex de preus al consum i pot emprar-se per comparar la riquesa d'un individu mitjà per a un període anterior al present o en diferents països en una mateixa època.

## Càlcul del poder adquisitiu
Si l'ingrés monetari es manté igual, però augmenta el nivell de preus, el poder adquisitiu de tal ingrés baixa. La inflació no implica sempre un poder adquisitiu decreixent respecte de l'ingrés real, atès que l'ingrés monetari pot augmentar més ràpidament que la inflació.
Per a un índex de preus, el seu valor a l'any base és usualment normalitzat a un valor de 100 a l'any base. La fórmula per al poder adquisitiu d'una unitat de diners, per exemple, un dòlar, relatiu a un índex de preus estàndard P en un any donat és 1/(P/100).
Llavors, el poder adquisitiu d'una quantitat C de diners i t anys en el futur es pot calcular amb la fórmula per al valor actual, on i és una taxa d'inflació anual assumida a futur:
{\displaystyle C_{t}=C(1+i)^{-t}\,={\frac {C}{(1+i)^{t}}}\,}